# 雙重歷程理論
雙重歷程理論，又稱為雙加工理論或雙系統理論（英語：Dual process theory），在心理學中描述了思維如何以兩種不同的方式產生，或者是說，思維是如何作為兩種不同歷程之結果。這兩種歷程通常是由一種隱性的（自動的）、無意識的歷程，以及另一種顯性的（受控的）、有意識的歷程所組成。顯性歷程、顯性態度及顯性行為是以言語的形式來表達，可透過勸服或教育而改變，而隱性歷程或隱性態度則需要長時間才能隨著新習慣的形成而改變。雙重歷程理論在社會心理學、人格心理學、認知心理學和臨床心理學等領域中皆有所應用，並透過行為經濟學和前景理論與經濟學聯繫在一起，也逐漸透過文化分析與社會學聯繫在一起。

## 歷史
雙重歷程理論的基礎可能源自於威廉·詹姆士。詹姆士認為人類有兩種不同的思維方式：「聯想式推理」和「真值推理」。詹姆士的理論認為，經驗性思維對於像是藝術和設計工作有所助益。在詹姆士看來，過往的經歷會讓人聯想到圖像和思想，由此提供對照性或抽象性的想法。他聲稱，聯想的知識只是來自於過去的經驗，並將其描述為 "只是再現的"。詹姆斯認為，真值推理對於 "前所未有的情況 "是有用的，比如看地圖所使用的推理能力可以用來克服導航等障礙。
在詹姆斯的研究發表之後，各種雙重歷程理論相繼問世。雙重歷程模型在如態度變化等社會心理變量的研究中非常普遍，例如派蒂（Petty）和卡喬波（Cacioppo）的推敲可能性模型（下文解釋）、柴肯（Chaiken）的訊息處理的啟發式系統模型等。根據這些模型，勸服（persuasion）可能會發生在詳細審查或粗略思考之後。在認知心理學中，注意力和工作記憶也被認為依賴兩個不同的歷程。無論是社會心理學還是認知心理學的領域，過去的雙重歷程理論中都有著許多範例，以下僅展示一部份。
華生（Peter Wason）和埃文斯（Jonathan Evans）在1974年提出了雙重歷程理論，在埃文斯後來的理論中，歷程有兩種截然不同的類型：「啟發式歷程」和「分析式歷程」。他提出，在啟發式歷程中，個體會選擇與與當前形勢相關的資訊。接著，相關資訊會被進一步處理。分析式歷程則緊接在啟發式歷程之後，個體會利用在啟發式歷程中所選擇的相關資訊來對形勢做出判斷。
派蒂（Richard E. Petty）和卡喬波（John Cacioppo）於1986年提出了一個著重在社會心理學領域的雙重歷程理論，稱為關於勸服的推敲可能性模型。在他們的理論中，對於決策的勸服，其過程中有兩條不同的途徑。第一條途徑被稱為中心路線，這條途徑發生在個體的動機和能力較強的時候，個體會詳加考慮所處情境，仔細推敲其所獲得的資訊並形成論點。第二種途徑被稱為外圍路線，這條途徑發生在個體的動機或能力較低的時候，個體不會仔細思考所處情境，並使用心理捷徑作出判斷。
史蒂芬·斯洛曼在1996年提出了另一種關於雙重歷程的解釋。他認為聯想推理會接受刺激，並根據統計規律把其分成邏輯資訊群。斯洛曼提出，我們的聯想方式是直接與過去的類似經驗成正相關，依靠時間和相似性關係來確定論據，而不是由底層的機械結構來決定。另一種推理歷程則屬於規則型系統。該系統運作在邏輯結構與基於規則系統的變量之上，其推理結果與聯想系統不同。他還認為，基於規則的系統對聯想系統具有控制力，儘管它只能對聯想系統進行抑制，這種解釋也與早期關於推理的雙重歷程的計算建模工作十分吻合。
2003年，丹尼爾·卡尼曼在鑒別了這兩種歷程的風格後，進一步提出解釋，將其稱為「直覺」和「推理」。直覺（或稱作「系統一」）類似於聯想推理，被認定為快速而自動化的推理，通常在推理過程中包含了強烈情感聯系。卡尼曼說，這種推理是建立在已形成的習慣之上，很難受到改變或操縱。而推理（或稱作「系統二」）則比較緩慢，而且更加變化無常，受制於有意識的判斷和態度。
斯崔克（Fritz Strack）和多伊奇（Roland Deutsch）於2004年提出了另一個聚焦於社會心理學領域的雙重歷程理論。根據他們的模型，有兩個獨立的系統：「反思系統」和「衝動系統」。在反思系統中，人們會利用知識做出決策，並對情境中傳來的資訊進行處理。在衝動系統中，決策則是利用基模（schemes）來進行的，幾乎或甚至根本不需要思考。

## 理論

### 雙重歷程學習模型
Ron Sun提出了一個雙重歷程學習模型（包括隱性學習和顯性學習）。該模型稱為CLARION，重新解釋了心理學研究中關於隱性學習和技能習得的大量行為數據。由此產生的理論具有雙層性和交互性，該理論基於這樣的想法：一次性的顯性規則學習（即顯性學習）與逐步透過增強作用的隱性調整（即隱性學習）會產生交互作用。基於隱性學習和顯性學習的交互作用，該理論也解釋了許多以前未被解釋的認知數據和現象。
雙重歷程學習模型可以應用於團隊合作學習的環境中。這種模型被稱為合作學習的雙重目標模型，它要求在團隊合作學習的過程中，由認知能力和情感能力兩部分組成的團隊進行團體實踐，它也要求教師積極參與，對團隊進行全程監控，直到成功完成作品。在團隊合作學習的環境中，教師會注重認知能力和情感能力的實踐效果。對於團隊成員的積極情感行為和想法，教師會作為助手角色予以鼓勵。此外，教師也會在團隊內持續觀察團隊作品發展和學生之間的互動，不斷地改進。就學生在情感上或認知上如何更好地促進團隊的整體發展而言，教師會插話予以反饋。目標是培養團隊間的集體感，同時創造出一個熟練的作品，並將每個學生的獨特想法發揮到極致。

### 雙碼理論
艾倫·白斐歐（Allan Paivio）使用了一種稍微不同的方法，提出一種訊息處理的雙重編碼理論。根據這個模型，認知會去協調兩個獨立但又相互聯繫的系統，即非言語系統和專門處理語言的言語系統。非言語系統被假設為較早在進化過程中發展起來。這兩個系統依賴於大腦的不同區域。白斐歐報告的證據表明，非言語的、視覺圖像歷程的處理效率更高，記憶力大約是語言系統的兩倍。此外，言語系統和非言語系統是相輔相成的，所以人們在學習過程中可以透過使用這兩種類型的資訊來提高記憶力。

### 關於推理的雙重歷程解釋

#### 背景
推理的雙重歷程理論認為大腦存在著兩種系統或心智，只要是有關推理理論的文獻，就會提及這兩種迥異的推理類型。目前的理論認為，在思維和推理的基礎上有兩種截然不同的認知系統，而這兩種不同的系統是透過長期的演化發展而來的，通常被稱為「隱性」系統和「顯性」系統，或者按照斯坦諾維西（Stanovich）和韋斯特（West）所創造的更為中性術語「系統一」和「系統二」表示。

#### 系統
系統有多個名稱，以及許多不同的屬性。
下表為系統一和系統二的區別
| 系統一 | 系統二                                                                   |
| --- | ------------------------------------------------------------------------ |
| 潛意識的推理(直覺、創造力、潛意識) | 有意識的推理(審議推理）                                                  |
| 多為非自願 | 多為自願的                                                               |
| 多與情緒有關(“直覺”) | 多與情緒無關                                                             |
| 隱性 | 顯性                                                                     |
| 自動化的 | 受控的                                                                   |
| 不太需要努力 | 需要努力                                                                 |
| 高容量 | 低容量                                                                   |
| 快 | 慢                                                                       |
| 默認過程(被系統二抑制，高度專注) | 抑制性（清晰思維、沉思所抑制）                                           |
| 關聯 (A↔B) | 蘊含 (A→B)                                                               |
| 情境化 | 抽象化                                                                   |
| 領域特定性 | 領域一般性                                                               |
| 主觀，基於價值觀 | 客觀，基於事實/規則                                                      |
| 較早演化出來 | 較晚演化出來                                                             |
| 非言語的 | 大多數人與語言或圖像相關（言語、視覺空間的智慧）                         |
| 包括辨識、知覺、定向 | 包括遵循規則、比較、權衡選擇                                             |
| 模組化認知 | 流體智力                                                                 |
| 獨立於工作記憶 | 受工作記憶容量限制                                                       |
| 隱性的記憶和學習 | 顯性的記憶和學習，工作記憶                                               |
| 直覺的、創造性的 | 邏輯的、理性的                                                           |
| 隱喻的，象徵的 | 文字的、准确的                                                           |
| 定性的 | 定量的                                                                   |
| 藝術、設計、哲學、人文 | 自然科學，技術/形式科學（數學、物理學、工程學、程式設計）                |
| 領會（Understanding） | 理解（Comprehension）                                                    |
| 藝術的、富有想象力的（“假使…將會怎麼樣?”）、哲學的（“為什么?”） | 現實的（“什麼是？”）、科學的（“如何？”）                                 |
| 白日夢、心不在焉 | 工作、注意                                                               |
| 富有洞察力（頓悟時刻，Aha moment）、激進、新穎 | 循規蹈矩、 漸進式、重复乏味                                              |
| 平行、同步、非線性 | 串行、循序、線性                                                         |
| 自上而下、整體、宏觀 | 自下而上、基礎、細節                                                     |
| 眼界、範圍、脈絡、視角 | 目的、目標、要求                                                         |
| 開放式、適應性強 | 封閉式、死板                                                             |
| 綜合和分離 | 選擇性、判別                                                             |
| 後設、反射 | 迭代、遞歸                                                               |
| 生成(建立和分解)並辨識模式、概念和想法。 | 操作、篩選和使用模式、概念和想法。                                       |
| 處理資料↔訊息。 | 處理資料→資料和訊息→訊息。                                               |
| 搜索並發現可能性。 | 檢查和執行目標。                                                         |
| 同時跨越多個抽象層次工作。 | 在給定的時間，於單一抽象層次工作。                                       |
| 綜合（布魯姆分類法） | 分析（布魯姆分類法）                                                     |
| 直覺（邁爾斯-布里格斯性格分類法） | 思維(邁爾斯-布里格斯性格分類法)                                          |
| 本能 | 專業                                                                     |
| “右腦”、“橫向思維”、“移情” | “左腦”、“垂直思維”、“系統化”                                             |
| 預設模式網路（神經科學） | 任務正激活網路（神經科學）                                               |
| 聯結主義(認知科學) | 計算主義(認知科學)                                                       |
| 神經網路 | 可與數位邏輯相比較.                                                      |
| 難以透過測試進行測量。 （請參閱創造力評估。） | 不完善地以IQ測驗來進行測量。                                             |
| 神經能力基本是固定的，但透過練習可以更好地發揮這種能力。 | 神經能力（智商）基本是固定的，但可以透過學習和鍛鍊來更好地發揮這種能力。 |
| 自閉症缺陷，亞斯伯格症和學者症候群異常。 | 智力缺陷（心智遲鈍）。                                                   |
| 歷程會因腦損傷、精神疾病和各種藥物而中斷。可因某些藥物而增強。在非常罕見的情況下，腦損傷可使得系統一在狹隘的領域內因為神經抑制減弱而增強(後天性學者症候群)。           |                                                                          |
| 以下需要系統一和系統二協同工作。判斷、評價（布魯姆分類法）、複雜規劃、複雜決策、複雜問題解決、批判性思維、戰略思維、假設性思維、系統性思維、創新、技術設計、分析哲學。 |                                                                          |
| 發展這些超出初級水準的能力（構成分析性思維的能力），需要學習和鍛鍊。                                                                                                   |                                                                          |

## 替代模型
動態等級連續理論模型（DGC）是由Cleeremans和Jiménez最初提出，是替代雙重歷程推理理論的單系統框架。並不是說該理論比雙重歷程理論更好；相反地，它通常被作為一種比較，可用於評價雙重歷程模型。DGC提出，表徵差異就會導致推理形式產生差異，因此並不需要假設多系統框架，它也描述了推理時所產生的表徵分級屬性是如何導致不同類型的推理。雙重歷程模型會交替使用「隱性處理」和「自動處理」等術語來指代「系統一」整體，與雙重歷程模型不同的是，DGC對這些術語作出區分，DGC使用的是從隱性到顯性再到自動化的連續推理。

## 模糊痕跡理論
根據布雷纳德（Charles Brainerd）和蕾娜（Valerie Reyna）的記憶和推理模糊痕跡理論，人們有兩種記憶表徵：「逐字記錄」和「主旨記錄」。逐字記錄（verbatim）是對表面資訊（如這句話中的單詞）的記憶，而主旨記錄（gist）是對語義資訊（如這句話的意思）的記憶。
這種雙重歷程理論認為，我們會對記憶痕跡中這兩種分開且完全獨立的資訊進行編碼、儲存、提取和遺忘。此外，這兩種記憶痕跡的衰減速度不同：逐字記錄的衰減速度快，而主旨記錄的衰減時間更長。
就推理的部分而言，模糊痕跡理論認為，隨著我們的成長，我們會越來越依賴主旨資訊而不是逐字資訊。這一點的證據來自於框架實驗，當逐字資訊（百分比）被主旨資訊取代時，框架效應會變得更強。其他實驗則排除了前景理論（延伸的和最初的）以及當前其他判斷和決策理論的預測。